# Centre Juno Beach
Le  Centre Juno Beach (en anglais, Juno Beach Centre) est un musée situé à  Courseulles-sur-Mer dans le Calvados, en Normandie, France. Situé sur Juno Beach, la plage même où les Canadiens ont débarqué le Jour J, le 6 juin 1944, aux côtés des autres forces alliées, le Centre Juno Beach présente le rôle joué par le Canada pendant la Seconde Guerre mondiale, notamment en Normandie.
Ouvert en 2003 par un groupe de vétérans et de bénévoles, le musée est un monument et un centre pédagogique destiné à commémorer le rôle des Canadiens durant la Seconde Guerre mondiale. Le musée est administré par l'Association du Centre Juno Beach (ACJB), un organisme à but non lucratif qui offre des programmes historiques et pédagogiques au Canada.

## Histoire et mission
Au milieu des années 1990, un groupe d'anciens combattants de la Seconde Guerre mondiale se rendent en Europe pour montrer à leurs familles les routes où ils ont marché après avoir débarqué sur Juno Beach, aux premières heures du matin du Jour J, le 6 juin 1944. Ils remarquent l'existence de plusieurs musées et monuments sur les plages où ont débarqué les Américains et les Britanniques, mais rien d'équivalent pour honorer les Canadiens.
De retour au pays, les anciens combattants entreprennent, avec l'aide de leurs familles et de bénévoles, une campagne de financement pour construire un musée et un centre pédagogique afin de commémorer les sacrifices des Canadiens et de sensibiliser les générations futures au rôle du Canada durant la Seconde Guerre mondiale. Sous la direction du lieutenant Garth Webb, ancien combattant du Jour J dans le 14e Régiment d'artillerie de campagne, Artillerie royale du Canada, ils sollicitent l'aide d'entreprises et d'individus canadiens, ainsi que de plusieurs paliers de gouvernement. Après plusieurs années de collectes de fonds, le premier coup de pelle est donné pour la construction du Centre Juno Beach, sur un terrain de 1,5 hectare fourni par la ville de Courseulles-sur-Mer, en France. Garth Webb, en compagnie de sa partenaire Lise Cooper, inaugure le Centre Juno Beach le 6 juin 2003.
Après avoir recueilli des fonds pendant 20 ans, Garth Webb décède le 8 mai 2012. Les objectifs principaux du Centre Juno Beach et de l'Association du Centre Juno Beach demeurent fidèles à sa vision :
- Mettre à disposition une infrastructure mémorielle adaptée pour rendre compte de la participation du Canada à la Seconde Guerre mondiale et l'émergence du Canada sur la scène internationale;
- Se souvenir et commémorer les sacrifices de tous les Canadiens qui ont participé à la victoire alliée sur les théâtres d'opérations et au pays;
- Contribuer à l'éducation des adultes et jeunes d'aujourd'hui et des générations futures sur le rôle du Canada dans la préservation des libertés dont nous avons le privilège de bénéficier aujourd'hui.

Depuis 2003, le Centre Juno Beach a accueilli des cérémonies de commémoration marquant les principaux anniversaires du Jour J. Les dirigeants français et canadiens, ainsi que la royauté britannique étaient présents à ces événements. Le premier ministre canadien Justin Trudeau a visité le Centre Juno Beach en 2017, dans le cadre d'un voyage en France marquant le 100eanniversaire de la Bataille de la crête de Vimy.

## Association du Centre Juno Beach
L'Association du Centre Juno Beach (ACJB) est l'organisme à but non lucratif qui est propriétaire et gestionnaire du Centre Juno Beach. Elle est dirigée par un conseil d'administration canadien situé au pays, et un conseil d'administration basé en France. L'ACJB a les mêmes objectifs principaux que le Centre Juno Beach, et ses principales activités sont la collecte de fonds et la création de programmes historiques et pédagogiques canadiens.
La base des activités de collecte de fonds de l'ACJB est le programme des briques commémoratives. Près de 13 000 briques ont été achetées par des individus et des organisations du Canada au nom des anciens combattants canadiens et des amis du Centre Juno Beach. Les briques sont installées sur de grands kiosques, près du Centre Juno Beach.
Le Centre Juno Beach et l'ACJB ont reçu un généreux soutien de Wal-Mart Canada pendant une décennie et un financement permanent du gouvernement du Canada. Des activités de collecte de fonds sont toujours en cours pour assurer l'avenir du CJB.

## Visite du Centre Juno Beach
Une visite au Centre Juno Beach est une expérience à la fois émouvante et éducative. Les guides qui accueillent les visiteurs sont de jeunes étudiantes et étudiants canadiens bilingues, dont beaucoup ont le même âge que les soldats qui ont débarqué sur les plages en 1944. Les étudiants de niveau postsecondaire qui travaillent au Centre Juno Beach vivent en Normandie pendant plusieurs mois.
En entrant dans l'exposition, les visiteurs prennent place dans une péniche de débarquement au milieu d'une reconstitution en sons et images de la Seconde Guerre mondiale et du Canada. Ils découvrent ensuite le Canada dans les années 1930's, puis un aperçu de la participation canadienne dans différents théâtres de guerre présenté à l'aide de récits personnels et d'artefacts. À la fin du parcours, les visiteurs sont confrontés à une multitude de récits personnels dans l'exposition Certains revinrent, d'autres pas. Un film intitulé Dans leurs pas a été ajouté à l'exposition permanente en 2013. La dernière salle de l'exposition trace le lien entre les sacrifices des anciens combattants et la place que le Canada moderne occupe dans le monde.
Un espace est réservé à des expositions temporaires abordant des sujets spéciaux comme la commémoration, l'Aviation royale canadienne, les récits d'anciens combattants, les peuples autochtones et les guerres mondiales et la guerre du point de vue des enfants. En 2019, l'exposition "Grandes Femmes dans la Guerre 1939-1945", en partenariat avec le Musée Canadien de la Guerre y fut exposée.
Les guides du Centre Juno Beach guident les visiteurs pendant 45 minutes sur Parc Juno, incluant la visite du Mur de l'Atlantique, ouvertes au public en 2009 et agrandies en 2014. Chaque visite se termine sur la plage Juno, où les visiteurs sont invités à se recueillir en pensant aux Canadiens qui y sont venus avant eux.
Le Centre Juno Beach est renommé pour ses méthodes exemplaires en matière de pédagogie et d'interprétation historique et travaille en étroite collaboration avec d'autres musées de Normandie afin de faire connaître toujours mieux l'histoire du Jour J et de la Seconde Guerre mondiale.

## Architecture
Conçu par l'architecte et ancien combattant de l'Aviation royale canadienne Brian K. Chamberlain, le bâtiment du Centre Juno Beach comporte des allusions architecturales à plusieurs symboles canadiens. Sa forme stylisée présente des similitudes avec la médaille de l'Ordre du Canada, et les cinq pointes de l'édifice évoquent celles de la feuille d'érable. Les cinq pointes sont aussi un hommage aux cinq plages du débarquement de Normandie : Utah, Omaha, Gold, Juno et Sword. Enfin, les cinq pentes rappellent une toupie, donnant une impression de mouvement et nous rappelant que le Centre Juno Beach n'est pas seulement un lieu de mémoire, mais aussi un lieu d'histoire vivante.
Le terrain entourant le Centre Juno Beach comprend une sculpture de l'artiste canadien Colin Gibson intitulée Le Souvenir ranimé. Elle montre cinq soldats rassemblés pour former un cercle et qui regardent au loin. Les formes massives ondulent l'une dans l'autre, évoquant l'unité et la camaraderie de ceux qui ont servi le Canada à l'étranger et au pays.

## Programmation
La CJB et l'ACJB offrent des programmes historiques et pédagogiques dans les musées de France et du Canada.
En France, les étudiants canadiens et d'ailleurs sont accueillis par des programmes pédagogiques pour jeunes dans les expositions permanentes et temporaires, dirigés par des guides canadiens. Des événements ont lieu toute l'année, dont un festival acadien annuel et des activités les jours de fêtes canadiennes traditionnelles comme le Jour du Canada, l'Halloween et Noël.
Au Canada, l'ACJB n'a jamais cessé d'enrichir sa programmation. Un voyage de développement professionnel pour les éducateurs a lieu en Europe chaque année depuis 2005. En 2016, une exposition itinérante intitulée De Vimy à Juno a été lancée avec le soutien de Patrimoine Canada, en collaboration avec la Fondation Vimy. Le personnel de l'ACJB aide les étudiants, les enseignants et les membres du grand public qui mènent des recherches sur les soldats.